# Ion C. Brătianu

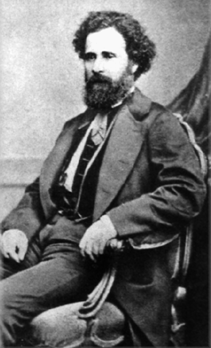
Ion Constantin Brătianu.

Ion Constantin Brătianu, bijgenaamd de Oudere (Pitești, 2 juni 1821 – Florica, 16 mei 1891) was een Roemeens politicus. Hij was, met een korte onderbreking, premier van 1876 tot 1888.

## Opleiding en vroege carrière
Ion Brătianu werd geboren uit een rijke familie van grootgrondbezitters. Zijn geboorteplaats, Pitești, maakte bij zijn geboorte deel uit van het prinsdom Walachije. In 1838 nam hij dienst in het leger van Walachije. Van 1841 tot 1848 studeerde hij in Parijs. In Frankrijk was hij actief binnen de vrijmetselaarswerkplaats L'athénée des Estrangers. In 1848 keerde hij met zijn goede vriend, Constantin Rosetti, naar Walachije en nam deel aan de revolutie van 1848. Hij werd politieprefect in de voorlopige revolutionaire regering.
Korte tijd hierna werd de macht van het Keizerrijk Rusland en het Osmaanse Rijk hersteld. Brătianu ging in ballingschap in Frankrijk en voerde daar actieve propaganda om de Franse publieke opinie te winnen voor de autonomie voor de Donauvorstendommen. In 1854 werd hij echter wegens opruiing gearresteerd en veroordeeld tot een gevangenisstraf. Later werd hij opgesloten in een psychiatrische inrichting. In 1856 keerde hij naar Walachije terug.
Terug in Walachije betoonde hij zich een voorstander van de vereniging van de twee Donau vorstendommen (Moldavië en Walachije) tot één autonoom vorstendom. Hij sloot zich aan bij de Partidul Naţională (Nationale Partij). Tijdens de regering van Domnitor Alexander Johan Cuza, vorst van Walachije en Moldavië sinds 1859, werd het ideaal van vereniging van de Donau-vorstendommen bereikt: in 1861 werden Moldavië en Walachije verenigd tot het Verenigde Donauvorstendom (later Roemenië genaamd). Binnen het nieuwe vorstendom werd Brătianu een van de leiders van de liberalen. Hij ging met de conservatieven een monsterverbond aan toen bleek dat vorst Alexander Johan Cuza van plan was een landhervorming door te voeren. Vanuit het parlement wisten de liberalen en conservatieven de landhervormingsplannen ongedaan te maken en vorst Cuza's autoritaire macht te breken (1864). De liberalen en conservatieven waren in februari 1866 verantwoordelijk voor de afzetting van Cuza.

## Oppositieleider
Als leider van de liberalen maakte Brătianu zich sterk voor de troonsbestijging van de Duitse vorst Karl van Hohenzollern-Sigmaringen. Op 22 mei 1866 werd prins Karel als Carol I domnitor. Tussen 1866 en 1870 bezette Brătianu diverse ministersposten.
Zijn relatie met de nieuwe vorst bleek gespannen. In 1870 verbond hij zich met de linkervleugel van de liberalen, die republikeins gezind was. De links-liberalen onder leiding van Constantin Rosetti wilden de monarchie onder de weinig populaire Carol I afschaffen en vervangen door een republiek. Op 8 augustus 1870 riepen de radicale liberalen de republiek Ploiești uit. Op 9 augustus werden de coupplegers gearresteerd. Ook personen die mogelijk iets te maken hadden met de staatsgreep, onder wie Brătianu, werden gearresteerd. Spoedig werd hij echter vrijgelaten.
In 1871 organiseerden de liberalen bijeenkomsten ten gunste van Frankrijk, dat op dat moment in oorlog was met Duitsland. De bijeenkomsten waren niet alleen gericht tegen Duitsland, maar ook tegen de pro-Duitse vorst Carol I en de eveneens pro-Duitse conservatieven. De vorst en de conservatieven waren niet onder de indruk van de protesten der liberalen. Dit bleek onder andere uit de beslissing van vorst om de conservatief Lascăr Catargiu tot premier te benoemen. Hij verving de gematigde prins Ion Ghica, die tot dan toe premier was geweest.

## Premier
In 1875 werden de diverse liberale fracties en partijen verenigd tot één liberale partij, namelijk de Nationaal-Liberale Partij (PNL). Na de oprichting van de PNL vond er een verzoening plaats tussen de vorst en Brătianu. In 1876 formeerde Brătianu, gesteund door leidende liberalen zoals Rosetti, een kabinet (5 augustus 1876 - 19 april 1881). Als premier voerde hij belangrijke hervormingen door. Hij maakte een einde aan de verregaande discriminatie van Joodse ondernemers (echte gelijkstelling tussen Joden en de rest van de Roemenen bleef echter vooralsnog uit) en hij steunde binnenlandse ondernemers, waardoor de industrie groeide. Van buitenlands kapitaal moest hij echter niets hebben. Hij voerde een zuiver protectionistische koers. Dit protectionisme zou kenmerkend blijven voor de PNL van vóór de jaren 30 van de twintigste eeuw. Tijdens de Russisch-Turkse oorlog (1877-1878) stond hij de Russische troepen een vrije doortocht door Roemenië toe en tekende hij een verdrag met Rusland. Uiteindelijk vroegen de Russen het Roemeense leger om steun, waarna Roemenië betrokken raakte bij de oorlog. De Roemenen zagen hun kans schoon om zich te ontdoen van het vazalschap van het Osmaanse Rijk. Op 19 januari 1878 sloten het Osmaanse Rijk en Roemenië een vredesverdrag. Roemenië werd onafhankelijk en vorst Carol I werd op 26 maart 1881, gesteund door Brătianu, koning. Overigens was Ion Brătianu op dat moment geen minister-president, maar zijn broer, Dimitrie C. Brătianu (19 april - 21 juni 1881). Dit was echter van korte duur en van 21 juni 1881 tot 13 april 1888 was Ion Brătianu opnieuw premier. Hij regeerde nu praktisch met volmachten en werd gesteund door koning Carol I. In 1883 voerde hij een grondwetswijziging door in de uit 1866 stammende grondwet. Bepaalde, meer welvarende en geletterde boeren, arbeiders en middenstanders, kregen stemrecht. Dit was geen radicale hervorming en de macht bleef op deze wijze in handen van de (door de bojarenklasse geleide) PNL.
Zijn buitenlandse politiek neutraal. Hij beschouwde Oostenrijk-Hongarije - dat in 1867 Transsylvanië (Zevenburgen) had geannexeerd - als bedreiging voor het voortbestaan van Roemenië. Hij was een uitgesproken nationalist en wilde dat Transsylvanië onderdeel ging uitmaken van Roemenië. Toch onderhield hij goede contacten met Oostenrijk-Hongarije, wat het mogelijk maakte dat er culturele uitwisselingen tussen Roemenen in Transsylvanië en Roemenen in Roemenië mogelijk maakte.

## Toenemend autoritair beleid

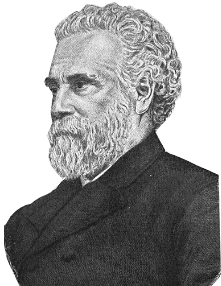
Ion C. Brătianu op oudere leeftijd.

Het toenemende autoritaire beleid van Brătianu en koning Carol I was zeer impopulair onder de bevolking. Ook het feit dat Brătianu zolang de politiek van het land bepaalde riep protesten op, vooral onder de jongere generatie Roemenen. Ook binnen de PNL, waarvan Brătianu de onbetwiste leider was, kwam het tot spanningen, onder andere met Rosetti, die zo lange tijd zijn goede vriend was geweest. Men probeerde een afzettingsprocedure tegen hem te beginnen, maar na de verkiezingsnederlaag van de PNL in 1888 trad hij op 13 april 1888 af. Hierna trachtte men hem voor het gerecht te dagen (1890), maar hier zag men van af, daar zijn proces mede dat van de koning ware geworden.

## Familie
De familie Brătianu speelde tot aan de Tweede Wereldoorlog een belangrijke rol in de politiek. Zijn zonen Ion I.C. Brătianu en Vintilă Brătianu waren allebei premier.

## Werken
- Mémoire sur l'empire d'Autriche dans la question d'Oriënt (1855)
- Réflections sur la situation (1856)
- Mémoire sur la situation de la Moldavie dupuis le traité de Paris (1857)
- La Question Religieuse en Roumanie (1866)

- Bibliothèque nationale de France: cb130071921 (data)
- Gemeinsame Normdatei: 119237504
- International Standard Name Identifier: 0000 0000 6630 1181
- Library of Congress Control Number: n96040874
- Nationale Bibliotheek van Israël: 987007259181405171
- Système universitaire de documentation: 179839136
- Virtual International Authority File: 61680574
- WorldCat: E39PBJrKQKQMCRffbKy3pmFYfq